# Horacio Casares
Horacio Casares (Ignacio Andrés Mobilio, * 26. September 1932 in Buenos Aires; † 25. August 2009 ebenda) war ein argentinischer Tangosänger.

## Leben
Casares gewann sechzehnjährig einen Gesangswettbewerb im Café Marzotto und trat dann mit verschiedenen regionalen Orchestern, unter anderem dem des Bandoneonisten Enrique Bardi, auf. Aquiles Roggero, der Leiter des Orquesta Símbolo Osmar Maderna, hörte ihn 1954 und lud ihn zu einem Vorsingen bei Radio El Mundo ein. Er erhielt ein Engagement und trat als Sänger neben Jorge Durán, später Tito Dávila und Jorge Hidalgo bis 1958 mit dem Orchester u. a. in der Sendung Glostora Tango Club auf. Acht Aufnahmen entstanden beim Label Pampa.
1958 wurde er der Orchestersänger Carlos Di Sarlis, mit dem er im Mi Club debütierte und vier Aufnahmen machte. Nach dem Tod Di Sarlis trat er als Solosänger in Fernsehshows wie Casino Phillips, El Special und Grandes Valores del Tango auf. Er unternahm Tourneen durch Argentinien, gastierte in Peru, Chile, Uruguay, Mexiko und Brasilien. Zahlreiche Aufnahmen entstanden ab 1970, darunter 12 Titel beim Label Magenta (1970), zwei Titel mit Horacio Malvicinos Orchester bei Music Hall (1972), eine LP mit Miguel Nijensohns Quartett (1973) und bei einem Peruaufenthalt eine LP mit peruanischen Walzern (1983). Weitere Titel nahm er mit den Orchestern Jorge Dragones, Ruben Sosas, Ángel Cicchettis, Lito Scarsos, Alberto Di Paulos, Lucio Milenas und Víctor D'Amarios auf.